# Norbert Reuter
Norbert Reuter (* 29. November 1960 in Wegberg) ist ein deutscher Volkswirt und arbeitet seit 2002 im ver.di Bundesvorstand in Berlin als Bereichsleiter der tariflichen Grundsatzabteilung. Er lehrt an der RWTH Aachen University. Seine Forschungsschwerpunkte liegen in den Bereichen Wachstum, Strukturwandel, Verteilung und demografische Entwicklung.

## Leben
Reuter studierte Volkswirtschaftslehre und Politische Wissenschaft an der Rheinisch Westfälischen Technischen Hochschule Aachen und an der University of York in Heslington, Vereinigtes Königreich. An der RWTH Aachen University wurde er 1994 zum Thema „Der Institutionalismus. Geschichte und Theorie der evolutionären Ökonomie“ promoviert. Er habilitierte 2000 an der Fakultät für Wirtschaftswissenschaften der RWTH Aachen zum Thema „Ökonomik der ‚Langen Frist‘. Zur Evolution der Wachstumsgrundlagen in Industriegesellschaften“. Seit 2000 lehrt er an der RWTH Aachen. Des Weiteren war er von 2005 bis 2010 Lehrbeauftragter für Volkswirtschaftslehre an der Hochschule für Wirtschaft und Recht Berlin.

## Positionen
Er war Mitglied der Arbeitsgruppe Alternative Wirtschaftspolitik (Memorandumgruppe) sowie von 2011 bis 2013 sachverständiges Mitglied der Enquete-Kommission Wachstum, Wohlstand, Lebensqualität und veröffentlichte zahlreiche Schriften zur institutionellen Ökonomik, Arbeitsmarktpolitik, Wachstumstheorie und -politik und zur wirtschaftlichen Entwicklung von Industriegesellschaften. Reuter ist Mitglied im Wissenschaftlichen Beirat von Attac.

## Schriften (Auswahl)
- gemeinsam mit Rudolf Hickel und Axel Troost (Hrsg.): Soziale Kipppunkte, bedrohte Existenzen, wachsende Armut. Alternativen zu Geldentwertung und Kaufkraftverlusten, VSA Verlag, Hamburg 2023, ISBN 978-3-96488-175-5.
- Wachstumseuphorie und Verteilungsrealität. Wirtschaftspolitische Leitbilder zwischen Gestern und Morgen, 2., vollst. überarb. und aktualis. Aufl., Metropolis Verlag, Marburg 2007, ISBN 978-3-89518-595-3.
- Ökonomik der "langen Frist". Zur Evolution der Wachstumsgrundlagen in Industriegesellschaften, Metropolis Verlag, Marburg 2000, ISBN 978-3-89518-313-3.
- Der Institutionalismus. Geschichte und Theorie der evolutionären Ökonomie, Metropolis Verlag, Marburg 1994, ISBN 978-3-926570-42-0.